# Gran Premio del Bahrein 2018
Il Gran Premio del Bahrein 2018 è stata la seconda prova della stagione 2018 del campionato mondiale di Formula 1. La gara, corsa domenica 8 aprile 2018 sul circuito di Manama, è stata vinta dal tedesco Sebastian Vettel su Ferrari, al suo quarantanovesimo successo nel mondiale. Vettel ha preceduto all'arrivo i due piloti della Mercedes, il finlandese Valtteri Bottas ed il britannico Lewis Hamilton.

## Vigilia

### Sviluppi futuri
Liberty Media, società che è proprietaria del campionato, presenta le sue linee per lo sviluppo futuro della F1. La principale novità è la ricerca di un motopropulsore più economico, semplice, potente e rumoroso. La società statunitense propone anche l'introduzione di un budget cap, che limiti la spesa dei team. Questo ultimo punto non è apprezzato dai team più importanti.
La FIA annuncia per il sabato prima della gara, una riunione con i responsabili dei team, al fine di trovare delle soluzioni per incrementare i sorpassi, grazie a modifiche all'aerodinamica delle monoposto, da introdurre per il 2019. Entro il 30 aprile, infatti, dovrà essere confermato il regolamento tecnico per la stagione seguente. La Federazione permette alla Pirelli di portare nei circuiti da poco riasfaltati, come Barcellona, Paul Ricard e Silverstone, una tipologia leggermente modificata di pneumatici, col battistrada più sottile di 0,4 mm. Ciò in quanto il nuovo asfalto ha maggiore aderenza e meno usura.

### Aspetti tecnici
Due sono le zone in cui i piloti possono attivare il Drag Reduction System: sul rettilineo dei box, e su quello tra le curve 10 e 11. Le due zone hanno fissati due punti diversi per la determinazione del distacco fra piloti: per la prima zona il detection point è fissato prima della curva 14, mentre per la seconda è stabilito prima della curva 9. La zona sul rettilineo d'arrivo è allungata di 100 metri, rispetto all'anno passato. Era stata anche ipotizzata la creazione di una terza zona dove attivare tale meccanismo.
Per questo gran premio la Pirelli offre la scelta tra gomme di mescola media, morbida e supermorbida.
La Scuderia Toro Rosso sostituisce il turbo e la MGU-H per entrambi i piloti; sulla vettura di Pierre Gasly viene sostituito anche il motore termico. La McLaren annuncia un pacchetto aerodinamico nuovo, mentre la Force India porta una nuova ala anteriore.

### Aspetti sportivi
Il gran premio torna come seconda gara della stagione, così come nel 2016; già a settembre venne prospettata l'ipotesi, nel calendario per il 2018, di invertire le date tra il Gran Premio di Cina e quello del Bahrein, al fine di evitare la concomitanza del gran premio cinese con una festività religiosa. Il calendario, confermato definitivamente a dicembre 2017, ha poi previsto questa inversione. In occasione del gran premio inizia anche la stagione del Campionato di F2.
La Force India e la McLaren chiedono alla FIA un'indagine sui rapporti che intercorrono tra la Scuderia Ferrari e l'Haas F1 Team, immaginando che ci possa essere un travaso di tecnologia non consentito tra le due scuderie.
L'ex pilota di F1, lo statunitense Danny Sullivan, è nominato commissario aggiunto per la gara. Ha svolto tale funzione anche in passato, l'ultima al Gran Premio della Malesia 2017.
Sebastian Vettel festeggia il suo duecentesimo gran premio in F1, escludendo dal calcolo il Gran Premio del Bahrein 2016 in cui, pur qualificato, non prese parte al via.

## Prove

### Resoconto
Il pilota della Red Bull Racing, Daniel Ricciardo, ottiene il miglior tempo, nella prima sessione di prove. L'australiano ha preceduto i due piloti finlandesi, Valtteri Bottas e Kimi Räikkönen. Più sfortunato l'altro pilota della Red Bull, Max Verstappen, che ha dovuto fermare la monoposto poco dopo l'uscita dai box, per un problema elettrico, senza far segnare nessun tempo valido. Il quarto e quinto tempo è stato ottenuto dagli altri due piloti di Mercedes e Ferrari, mentre sesto ha chiuso Romain Grosjean, della Haas. I piloti di Mercedes e Ferrari hanno testato non solo le gomme soft, con le quali sono  stati ottenuti i tempi migliori, ma anche le gomme di mescola media, in previsione della gara.
Le seconde prove libere si effettuano nel tardo pomeriggio del venerdì. I primi due posti della classifica sono monopolizzati dai piloti della Scuderia Ferrari, con Räikkönen che precede Sebastian Vettel di soli 11 millesimi. Il finlandese ha dovuto però interrompere la simulazione di gara, a causa del cattivo fissaggio della ruota anteriore destra, che lo ha costretto a parcheggiare a bordo pista la monoposto. Il tempo è stato ottenuto con la gomma supersoft, che però presenta un certo degrado rapido. Le due vetture italiane hanno preceduto le due Mercedes e le due Red Bull Racing, con Hamilton che ha ottenuto il suo miglior tempo col secondo run, dopo che nel primo un errore di guida ne aveva penalizzato il tempo. Marcus Ericsson e Sergej Sirotkin sono stati protagonisti di due innocui testacoda.
Al termine della prima giornata di prove Lewis Hamilton è penalizzato di 5 posizioni sulla griglia di partenza, per la sostituzione del cambio.
Kimi Räikkönen si conferma il più rapido anche nella sessione del sabato, che però si tiene con 29 °C, quindi con condizioni diverse da quelle con cui si tengono le qualifiche, alla sera. Il finnico, l'unico a scendere sotto il minuto e trenta sul giro, ha preceduto le due Red Bull, Lewis Hamilton e Sebastian Vettel. Il tedesco ha patito due problemi tecnici gravi: prima ha perso molto tempo nei box perché dalla pancia destra della vettura si era  strappato il deviatore di flusso. Poi un problema elettrico lo ha costretto a concludere la sessione in anticipo. Dopo i migliori 6 piloti si sono classificate le due Renault.

### Risultati
Nella prima sessione del venerdì si è avuta questa situazione:
| Pos | Nº | Pilota           | Costruttore               | Tempo    | Gap    | Giri |
| --- | -- | ---------------- | ------------------------- | -------- | ------ | ---- |
| 1   | 3  | Daniel Ricciardo | Red Bull Racing-TAG Heuer | 1'31"060 |        | 14   |
| 2   | 77 | Valtteri Bottas  | Mercedes                  | 1'31"364 | +0"304 | 24   |
| 3   | 7  | Kimi Räikkönen   | Ferrari                   | 1'31"458 | +0"398 | 18   |

Nella seconda sessione del venerdì si è avuta questa situazione:
| Pos | Nº | Pilota           | Costruttore | Tempo    | Gap    | Giri |
| --- | -- | ---------------- | ----------- | -------- | ------ | ---- |
| 1   | 7  | Kimi Räikkönen   | Ferrari     | 1'29"817 |        | 32   |
| 2   | 5  | Sebastian Vettel | Ferrari     | 1'29"828 | +0"011 | 37   |
| 3   | 77 | Valtteri Bottas  | Mercedes    | 1'30"380 | +0"563 | 31   |

Nella sessione del sabato si è avuta questa situazione:
| Pos | Nº | Pilota           | Costruttore               | Tempo    | Gap    | Giri |
| --- | -- | ---------------- | ------------------------- | -------- | ------ | ---- |
| 1   | 7  | Kimi Räikkönen   | Ferrari                   | 1'29"868 |        | 15   |
| 2   | 33 | Max Verstappen   | Red Bull Racing-TAG Heuer | 1'30"393 | +0"525 | 8    |
| 3   | 3  | Daniel Ricciardo | Red Bull Racing-TAG Heuer | 1'30"452 | +0"584 | 8    |

## Qualifiche

### Resoconto
Già nelle prime fasi della Q1 Kimi Räikkönen ottiene il miglior tempo del weekend, vicino al record della pista. A cinque minuti dal termine della sessione Max Verstappen, che aveva il quarto tempo, esce di pista dopo aver accelerato in maniera brusca alla seconda curva. La sua vettura sbatte contro il muro di protezione, con l'olandese che deve abbandonare le qualifiche. La sessione viene anche interrotta con la bandiera rossa. I piloti ancora in lotta per il passaggio alla fase seguente tentano un ultimo tentativo. Carlos Sainz Jr. scala settimo, mentre le due McLaren migliorano, ma sono battute da Pierre Gasly e Esteban Ocon; anche Kevin Magnussen migliora, mentre è lento Romain Grosjean, solo sedicesimo. Charles Leclerc è autore di un testacoda all'ultima curva, e non migliora. Oltre a Grosjean sono eliminati Marcus Ericsson, Sergey Sirotkin, lo stesso Leclerc e Lance Stroll.
In Q2 Sebastian Vettel batte subito il record della pista, mentre poco più lento è Kimi Räikkönen; le due Mercedes si avvicinano ai tempi delle Ferrari, con Bottas terzo, e Hamilton che scavalca Räikkönen. Anche Daniel Ricciardo scala la graduatoria, ponendosi davanti a Bottas. Hamilton riprende la pista con gomme morbide, cercando così una strategia diversa rispetto ai suoi avversari, che usano in questa sessione, le gomme supersoft, le stesse che saranno usate alla partenza del gran premio. In realtà il britannico non migliora, e parte così con gomme morbide. In questa sessione sono eliminati, oltre a Verstappen, che non ne ha preso parte, anche Brendon Hartley, Sergio Pérez, Fernando Alonso, e Stoffel Vandoorne.
Sebastian Vettel si porta al comando anche in Q3, prima di essere battuto dal compagno di team, Kimi Räikkönen. Seguono poi i due piloti della Mercedes e Daniel Ricciardo. La pista sembra migliorare, e ciò spinge i piloti ad attendere solo gli ultimi istanti della sessione per effettuare l'ultimo tentativo. Vettel batte ancora il record della pista, con un tempo sotto il minuto e ventotto secondi. Kimi Räikkönen si mantiene secondo, non riuscendo Bottas a scavalcarlo. Pierre Gasly ottiene il sesto tempo, che diventa quinta posizione di partenza, stante la penalizzazione di Hamilton: per il francese è la miglior qualifica in carriera.
Sebastian Vettel conquista la sua cinquantunesima pole position. Per la Ferrari è la settantaquattresima volta con primo e secondo in qualifica.

### Risultati
Nella sessione di qualifica si è avuta questa situazione:
| Pos                         | Nº | Pilota            | Costruttore               | Q1       | Q2          | Q3       | Griglia |
| --------------------------- | -- | ----------------- | ------------------------- | -------- | ----------- | -------- | ------- |
| 1                           | 5  | Sebastian Vettel  | Ferrari                   | 1'29"060 | 1'28"341    | 1'27"958 | 1       |
| 2                           | 7  | Kimi Räikkönen    | Ferrari                   | 1'28"951 | 1'28"515    | 1'28"101 | 2       |
| 3                           | 77 | Valtteri Bottas   | Mercedes                  | 1'29"275 | 1'28"794    | 1'28"124 | 3       |
| 4                           | 44 | Lewis Hamilton    | Mercedes                  | 1'29"396 | 1'28"458    | 1'28"220 | 9       |
| 5                           | 3  | Daniel Ricciardo  | Red Bull Racing-TAG Heuer | 1'29"552 | 1'28"962    | 1'28"398 | 4       |
| 6                           | 10 | Pierre Gasly      | Scuderia Toro Rosso-Honda | 1'30"121 | 1'29"836    | 1'29"329 | 5       |
| 7                           | 20 | Kevin Magnussen   | Haas-Ferrari              | 1'29"594 | 1'29"623    | 1'29"358 | 6       |
| 8                           | 27 | Nico Hülkenberg   | Renault                   | 1'30"260 | 1'29"187    | 1'29"570 | 7       |
| 9                           | 31 | Esteban Ocon      | Force India-Mercedes      | 1'30"338 | 1'30"009    | 1'29"874 | 8       |
| 10                          | 55 | Carlos Sainz Jr.  | Renault                   | 1'29"893 | 1'29"802    | 1'29"986 | 10      |
| 11                          | 28 | Brendon Hartley   | Scuderia Toro Rosso-Honda | 1'30"412 | 1'30"105    | N.D.     | 11      |
| 12                          | 11 | Sergio Pérez      | Force India-Mercedes      | 1'30"218 | 1'30"156    | N.D.     | 12      |
| 13                          | 14 | Fernando Alonso   | McLaren-Renault           | 1'30"530 | 1'30"212    | N.D.     | 13      |
| 14                          | 2  | Stoffel Vandoorne | McLaren-Renault           | 1'30"479 | 1'30"525    | N.D.     | 14      |
| 15                          | 33 | Max Verstappen    | Red Bull Racing-TAG Heuer | 1'29"374 | senza tempo | N.D.     | 15      |
| 16                          | 8  | Romain Grosjean   | Haas-Ferrari              | 1'30"530 | N.D.        | N.D.     | 16      |
| 17                          | 9  | Marcus Ericsson   | Sauber-Ferrari            | 1'31"063 | N.D.        | N.D.     | 17      |
| 18                          | 35 | Sergej Sirotkin   | Williams-Mercedes         | 1'31"414 | N.D.        | N.D.     | 18      |
| 19                          | 16 | Charles Leclerc   | Sauber-Ferrari            | 1'31"420 | N.D.        | N.D.     | 19      |
| 20                          | 18 | Lance Stroll      | Williams-Mercedes         | 1'31"503 | N.D.        | N.D.     | 20      |
| Tempo limite 107%: 1'35"177 |    |                   |                           |          |             |          |         |

In grassetto sono indicate le migliori prestazioni in Q1, Q2 e Q3.

## Gara

### Resoconto
Al via Sebastian Vettel mantiene il comando, mentre Kimi Räikkönen viene scavalcato da Valtteri Bottas. Dietro Nico Hülkenberg spinge fuori Kevin Magnussen, che però resiste al quinto posto. Daniel Ricciardo è quarto, davanti a Pierre Gasly, Magnussen, Esteban Ocon, Hülkenberg, Fernando Alonso, Lewis Hamilton e Max Verstappen.
Al secondo giro Max Verstappen attacca Lewis Hamilton ma, per via di un contatto, subisce la foratura della gomma posteriore sinistra della sua RB14; l'olandese ritorna lentamente ai box per montare gomme supersoft, ma subito dopo è costretto al ritiro per la perdita di una gomma. La direzione di gara, intanto, decide per la Virtual Safety Car. Nel primo giro si era anche ritirato il suo compagno di team, Daniel Ricciardo, per un guasto al motore elettrico.
La classifica vede ancora il tedesco della Ferrari al comando, con Bottas e Räikkönen a seguire. Hamilton, dopo una partenza cauta, riesce ad effettuare un triplo sorpasso al quarto giro, passando Alonso, Hülkenberg e Ocon, portandosi al sesto posto. Alla fine dell'undicesimo giro, dopo aver passato Magnussen e Gasly, il campione del mondo scala in quarta posizione.
Tra i giri 13 e 16, i team minori effettuano dei pit-stop, mentre al giro 18 la Ferrari ferma Sebastian Vettel, che monta gomme soft, che tenterà di portare fino alla fine del Gran Premio. All'uscita dai box si trova a 8 secondi di ritardo da Hamilton. Davanti vi sono i due finnici Bottas e Räikkönen. Il ferrarista si ferma al giro 19. Al ventesimo passaggio Valtteri Bottas monta gomme nuove, medie, anch'egli per una strategia ad un solo pit-stop. Al ventiseiesimo giro Vettel recupera la testa della gara, passando Hamilton, alla prima curva.
Lewis Hamilton attende il giro 35 per la sua sosta, rientrando in pista sempre quarto. Il giro seguente effettua la seconda sosta Räikkönen: il pilota finlandese parte prima che le gomme siano bene fissate, a causa di un'errata indicazione, e travolge un meccanico, che rimane infortunato. Räikkönen è costretto al ritiro per il mancato fissaggio della gomma posteriore sinistra.
Intanto, dopo il ritiro del pilota numero 7, la Scuderia Ferrari modifica la strategia di Vettel, per andare fino in fondo con le gomme soft. Al giro 42 Hülkenberg passa Ericsson per il sesto posto. Due giri dopo lo svedese cede una posizione anche a Fernando Alonso. Davanti Valtteri Bottas incomincia una progressiva rimonta sulla prima posizione. Anche Lewis Hamilton cerca di scalare avanti, colmando sempre di più il gap col compagno di squadra, senza però riuscire a impensierirlo, mentre il finlandese della Mercedes cerca di attaccare la prima posizione tenuta da Vettel.
Negli ultimi giri Bottas riesce a portare il suo distacco sotto il secondo rispetto al tedesco della Ferrari ma, alla fine, dopo un accenno di sorpasso all'inizio dell'ultimo giro, non riesce a scavalcare il ferrarista, che va a vincere la quarantanovesima gara in carriera. La Ferrari torna a vincere le prime due gare della stagione. Subito fuori dal podio Pierre Gasly con la Toro Rosso motorizzata Honda, che ottiene il miglior risultato per la casa nipponica nell'era ibrida. A punti anche Magnussen, Nico Hülkenberg, Fernando Alonso, Stoffel Vandoorne, Marcus Ericsson (che porta i primi punti stagionali in casa Sauber) ed Esteban Ocon.

### Risultati
I risultati del Gran Premio sono i seguenti:
| Pos | Nº | Pilota            | Costruttore               | Giri | Tempo/Ritiro              | Griglia | Punti |
| --- | -- | ----------------- | ------------------------- | ---- | ------------------------- | ------- | ----- |
| 1   | 5  | Sebastian Vettel  | Ferrari                   | 57   | 1h32'01"940               | 1       | 25    |
| 2   | 77 | Valtteri Bottas   | Mercedes                  | 57   | +0"699                    | 3       | 18    |
| 3   | 44 | Lewis Hamilton    | Mercedes                  | 57   | +6"512                    | 9       | 15    |
| 4   | 10 | Pierre Gasly      | Scuderia Toro Rosso-Honda | 57   | +1'02"234                 | 5       | 12    |
| 5   | 20 | Kevin Magnussen   | Haas-Ferrari              | 57   | +1'15"046                 | 6       | 10    |
| 6   | 27 | Nico Hülkenberg   | Renault                   | 57   | +1'39"024                 | 7       | 8     |
| 7   | 14 | Fernando Alonso   | McLaren-Renault           | 56   | +1 giro                   | 13      | 6     |
| 8   | 2  | Stoffel Vandoorne | McLaren-Renault           | 56   | +1 giro                   | 14      | 4     |
| 9   | 9  | Marcus Ericsson   | Sauber-Ferrari            | 56   | +1 giro                   | 17      | 2     |
| 10  | 31 | Esteban Ocon      | Force India-Mercedes      | 56   | +1 giro                   | 8       | 1     |
| 11  | 55 | Carlos Sainz Jr.  | Renault                   | 56   | +1 giro                   | 10      |       |
| 12  | 16 | Charles Leclerc   | Sauber-Ferrari            | 56   | +1 giro                   | 19      |       |
| 13  | 8  | Romain Grosjean   | Haas-Ferrari              | 56   | +1 giro                   | 16      |       |
| 14  | 18 | Lance Stroll      | Williams-Mercedes         | 56   | +1 giro                   | 20      |       |
| 15  | 35 | Sergej Sirotkin   | Williams-Mercedes         | 56   | +1 giro                   | 18      |       |
| 16  | 11 | Sergio Pérez      | Force India-Mercedes      | 56   | +1 giro                   | 12      |       |
| 17  | 28 | Brendon Hartley   | Scuderia Toro Rosso-Honda | 56   | +1 giro                   | 11      |       |
| Rit | 7  | Kimi Räikkönen    | Ferrari                   | 35   | Ruota                     | 2       |       |
| Rit | 33 | Max Verstappen    | Red Bull Racing-TAG Heuer | 3    | Collisione con L.Hamilton | 15      |       |
| Rit | 3  | Daniel Ricciardo  | Red Bull Racing-TAG Heuer | 1    | Elettrico                 | 4       |       |

## Classifiche mondiali

### Piloti
| Pos | Pilota            | Punti |
| --- | ----------------- | ----- |
| 1   | Sebastian Vettel  | 50    |
| 2   | Lewis Hamilton    | 33    |
| 3   | Valtteri Bottas   | 22    |
| 4   | Fernando Alonso   | 16    |
| 5   | Kimi Räikkönen    | 15    |
| 6   | Nico Hülkenberg   | 14    |
| 7   | Daniel Ricciardo  | 12    |
| 7   | Pierre Gasly      | 12    |
| 8   | Kevin Magnussen   | 10    |
| 9   | Max Verstappen    | 8     |
| 10  | Stoffel Vandoorne | 6     |
| 11  | Marcus Ericsson   | 2     |
| 12  | Carlos Sainz Jr.  | 1     |
| 12  | Esteban Ocon      | 1     |

### Costruttori
| Pos | Costruttore               | Punti |
| --- | ------------------------- | ----- |
| 1   | Ferrari                   | 65    |
| 2   | Mercedes                  | 55    |
| 3   | McLaren-Renault           | 22    |
| 4   | Red Bull Racing-TAG Heuer | 20    |
| 5   | Renault                   | 15    |
| 6   | Scuderia Toro Rosso-Honda | 12    |
| 7   | Haas-Ferrari              | 10    |
| 8   | Sauber-Ferrari            | 2     |
| 9   | Force India-Mercedes      | 1     |

## Decisioni della FIA
Al termine della gara, la FIA multa di 50 000 euro la Ferrari per aver rimandato in pista Kimi Räikkönen senza che le gomme fossero correttamente fissate alla vettura. Nell'occasione la vettura del pilota finlandese aveva colpito un meccanico della scuderia, provocandogli delle fratture a una gamba.
Oltre alle penalità comminategli in gara, Brendon Hartley e Sergio Pérez subiscono una decurtazione rispettivamente di quattro e due punti sulla Superlicenza.